# アンドレア・カミッレーリ
アンドレア・カミッレーリ（Andrea Calogero Camilleri、1925年9月6日 - 2019年7月17日）は、イタリア・シチリア島ポルト・エンペードクレ生まれの小説家、脚本家、演出家。

## 略歴
1925年、シチリア島アグリジェント県のポルト・エンペードクレに生まれる。若い頃から舞台に興味をもち、1942年から同郷のノーベル賞作家ルイジ・ピランデッロの作品の舞台演出などを手がけていた。1945年に最初の短編と詩の作品を発表。1948年から1950年までローマのシルヴィオ・ダミーコ国立演劇芸術アカデミーで演出を学ぶ。
1954年、イタリアの国営放送局であるイタリア放送協会（RAI）の採用試験に合格するも、共産党員という理由で不採用となった。数年後、RAIに正式に採用され、テレビドラマ版のメグレ警視シリーズなどを手がけた。1977年、自身も学んだシルヴィオ・ダミーコ国立演劇芸術アカデミーの教壇にたち、20年にわたり学生の指導にあたった。1980年、シチリアの架空の街「ヴィガータ」を舞台にした小説"Un filo di fumo"を発表。後の彼の代表作となるモンタルバーノ警部シリーズもこの架空の街を舞台としている。
1994年、モンタルバーノ警部シリーズの第1作となる"La forma dell'acqua"を発表。これは、シチリアの架空の街ヴィガータの警察署を舞台にした推理小説で大成功を収めた。以降、2008年までに18作品が発表された。同シリーズはルカ・ジンガレッティを主役に起用してRAIでドラマ化され、カミッレーリ自身も脚本家として制作に携わっている。
2003年、カミッレーリの偉業をたたえ、生まれ故郷のポルト・エンベードクレ市は、市の名前にヴィガータを付記することを決めた。
2019年7月17日、ローマの病院で死去。93歳没。

## 日本語訳作品
- モンタルバーノ警部 悲しきバイオリン （訳：千種堅、角川春樹事務所 ハルキ文庫、1999年12月） - シリーズ第4作
- おやつ泥棒 モンタルバーノ警部 （訳：千種堅、角川春樹事務所 ハルキ文庫、2000年7月） - シリーズ第2作